# Vermelló
El vermelló, quan es troba a la natura, és un pigment de color taronja vermellós opac, utilitzat des de l'antiguitat, originalment derivat del mineral cinabri (del grec kinnábari, vermelló). Químicament el pigment és sulfur de mercuri, HgS. Com tots els compostos amb mercuri, és tòxic.
Una mostra del color vermelló, que pren el nom del pigment homònim:

## Producció

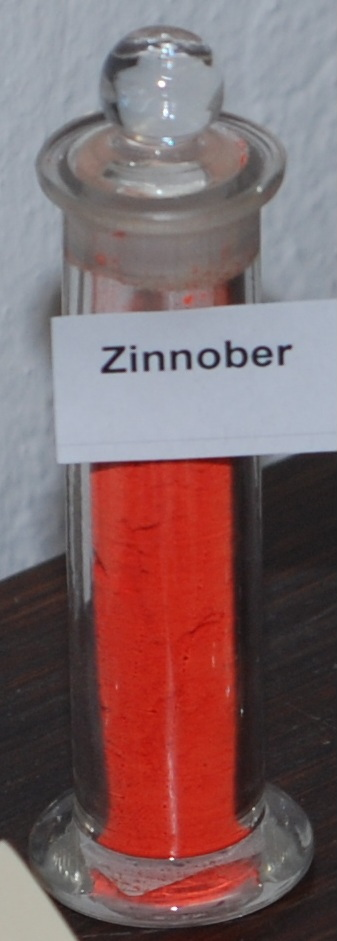
Vermelló, historical dye collection, Technical University of Dresden, Germany

Avui dia el vermelló és més comunament produït artificialment per la reacció de mercuri amb sulfur fos. El vermelló produït més naturalment ve del cinabri de la Xina, d'aquí ve el seu nom alternatiu de vermell Xina.
Com que les fonts de cinabri pur són molt rares, el vermelló natural sempre ha estat extremadament car. A l'edat mitjana, el color vermelló va ser sempre tan car com el color daurat. El 2007, un tub de 40 ml de pintura a l'oli vermelló xinès genuí pot costar £51 (US ~$100)  Arxivat 2007-09-29 a Wayback Machine..
En pintura, el vermelló s'ha àmpliament reemplaçat pel vermell cadmi, un pigment que és menys reactiu a causa que el reemplaçament del mercuri amb cadmi, especialment en certes aplicacions com les aquarel·les. L'últim corrent de fonts comercials en aquarel·les va ser de la companyia belga Blockx de materials artístics, encara que el pigment encara es pot obtenir en olis, on es considera més estable. A diferència del sulfur de mercuri, el sulfur de cadmi està disponible en una gran gamma de matisos càl·lids, incloent-hi els matisos obtinguts per l'addició de seleni o zinc. La gamma va d'un groc llimona a un vermell profund i dens, a vegades anomenat "púrpura cadmi".

## Història
Hi ha evidències de l'ús prehistòric del pigment de cinabri a l'Índia i a la Xina, i a Espanya a les pintures rupestres properes a Almadén;. Els romans ja el coneixien; Plini el Vell va registrar que s'havia tornat molt car de manera que el preu va haver de fixar-lo el govern romà. La síntesi de vermelló de mercuri i sulfur potser la van inventar els xinesos; la descripció més antiga del procés data del segle viii.

El pigment sintèticament produït el van usar per tot Europa el segle xii, principalment per a manuscrits il·lustrats, encara que continués exhorbitantement car fins al segle xiv quan la tècnica per a la sintetització del vermelló es va difondre per Europa. En un primer moment, el vermelló sintètic es va considerar superior al pigment derivat del cinabri natural. Cennino Cennini menciona que el vermelló es 
"fet per alquímia, preparat en una retorta. Deixo de banda el sistema per a això, perquè seria massa tediós exposar tots els mètodes i receptes. Perquè, si ho voleu provar, trobareu moltíssimes receptes per a això. Però us recomano que n'aconseguiu a les farmàcies, així no perdeu el temps en la varietat de procediments. I us ensenyaré com comprar-lo i com reconèixer el vermelló bo. Sempre compreu vermelló sense trencar. La raó? Perquè aquest en general és adulterat, como el mini"
El vermelló s'adulterava freqüentment a causa del seu alt preu, usualment amb mini (del llatí minium, vermelló), un pigment brillant d'òxid de plom barat que era massa reactiu per ser prou fiable per a l'ús en l'art.

## Vermell Xina
"Vermell Xina" és un altre nom del pigment vermelló, que és el pigment tradicional de l'art xinès. Els "segells" xinesos es pintaven amb pasta vermella de cinabri, i vermelló (o cinabri) és el pigment usat en les laques vermelles xineses. El cinabri també tenia un significat en la cultura taoista, i es va considerar com el color de la vida i l'eternitat.

## Cultura bramànica
És una pràctica comuna entre les dones casades de les cultures bramàniques aplicar una fina línia de vermelló, al mig de la clenxa del pentinat, com a senyal del seu matrimoni.